# 動手玩創意
《動手玩創意》（英語：Art Attack，中譯：藝術創想，台譯：動手玩創意，香港譯：小小藝術家），是英國的一個兒童節目，主要教導兒童繪畫和製作手工藝術品。它也是CITV播放最久的兒童節目，1990年起由尼爾·布坎南主持，至2007年暫時結束。2011年轉至Disney Junior繼續放映。在節目中，布坎南會製作3至4個藝術品，並逐步示範給觀眾看。這節目最初只有15分鐘，但由系列11開始延長至20分鐘。

## 節目特色
節目中，布坎南通常會先展示製作完成的藝術品，然後就說「Come have a look at this!!（都來看看這個!!）」。當遇上有東西需要較長時間去著色，黏合或弄乾或準備，他會稍作示範後，然後拿已完成該部分的成品出來，再說「and then you'll have something that looks like this（然後你就會製作成這樣）」。他的作品都被設計過，這樣兒童就可以跟著他來做，並製作自己的成品，這些作品一般都有圖畫和一些有趣的字詞在上面，例如Lolly Lettering(一種用棒棒糖的棒子來書寫的書法)和用正方形紙板來做調色板刀去畫一條船。他也經常用一些撕好的舊報紙，混凝紙漿（白膠和水混合）去製作手工藝品，好像Dinosaur Banks（恐龍銀行）。而每次完成作品後，他都會說對觀眾說「Try it yourself（試試自己動手做吧）」。
Art Attack其中一個最為人熟悉的環節就是Big Art Attacks。布坎南會在遊戲場地，柏油路面等類似的地方用一些日常物件拼成一個大圖案。其中一個著名的圖案就是用了共250,000英鎊的10元紙幣拼成的伊莉莎白二世。在假期特別版的Art Attack裡，布坎南安排了一個big art attack聳立在曼哈頓，特定的公寓單位被安排開了或關了他們單位的燈來形成一個聖誕景色。還有值得一提的是節目中的另一角色The Head，一個會動的石雕半身像，他會重述之前作品的製作過程的重點。在系列一裡，The Head是由Steve Sweeney（史蒂夫·斯威尼）飾演；在系列二，由Andrew O'Connor（安德魯·奧康納）飾演；系列三開始，角色由Francis Wright（弗朗西斯·賴特）負責配音和操作。系列13裡則沒出現，而系列17後至今也沒有再出現。

## 製作
這節目原本由TVS製作的，並由兩位TVS的職員—尼爾·布坎南和提姆·艾德蒙構思出來。二人1978年相識於在TVS，並一起合作作No.73和Do It。1989年，這節目於肯特郡格林漢的一個棄置游泳池進行拍攝工作，系列在次年（1990年）播出。後來TVS沒有了這節目的特權，艾德蒙和布坎南透過他們的公司The Media Merchants製作了這個節目。The Media Merchants製作了節目給SMG Productions。1992年，另一個前TVS職員Peter Urie（彼得·尤里）建立了一個電影製作管理公司Television Support Services。Television Support Services管理了所有The Media Merchants的製作。之後節目便在肯特郡梅德斯通的The Maidstone Studios拍攝。

## 其他
- 因為紅色物件在拍攝時出來的效果會怪怪的，因此布坎南在Art Attack裡穿的紅色工作服是花了約700英鎊用特別材料製作的[2]。
- 在拉丁美洲，這節目的名稱為Disney's Art Attack（迪士尼動手玩創意），並在Latin Disney Channel電視頻道播出，這節目的首部分由Rui Torres和Jordi Cruz主持，第二部分則由布坎南主持，也就是他地面上製作Big Art Attacks。
- 在台灣，這節目在迪士尼頻道以雙語播出，主聲道為國語；副聲道為英語；香港方面，則以原音（英語）在無線電視明珠台及Disney Channel播出。
- 在中国大陆，该节目于2002年在中国教育电视台教育综合频道《小神龙俱乐部》节目中播出，是迪士尼在大陆唯一授权的儿童节目。